# Girolamo Bernerio
Girolamo kardinal Bernerio, O.P., italijanski rimskokatoliški duhovnik, škof in kardinal, * 1540, † 5. avgust 1611.

## Življenjepis
7. septembra 1586 je prejel škofovsko posvečenje kot škofa Ascoli Picene.
16. novembra 1586 je bil povzdignjen v kardinala.